# 狹地

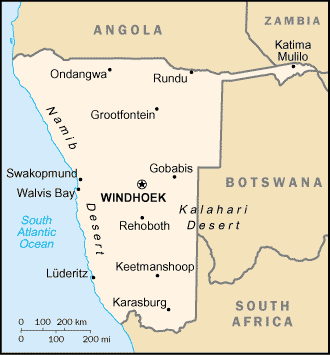
纳米比亚地图，东北方向有一个狭长的突出部（卡普里维地带）

狹地（英語：salient）是指一个国家或行政区域向外延伸形成的狭长区域，凸出部分的形状与半岛类似，但半島三面滨水，而狹地至少有两面与其他国家或行政區域在陆地上接壤。
英文中“salient”一词源自于军事上的突出部。在美国英语中，狭地常常被称作“锅柄”（panhandle），比如阿拉斯加东南地区、佛罗里达西北地区和俄克拉荷马的西北三县。还有另一种叫法是“靴跟”（bootheel），用来形容较为短小的狭地，比如密苏里东南角的三个县和新墨西哥西南角伊达尔戈县南部与墨西哥接壤的边境地区。

## 例子

### 亚洲
- 阿富汗与中国接壤的瓦罕走廊
- 中国西藏自治区的亚东县、云南的勐腊县
- 俄罗斯远东的滨海边疆区
- 乌兹别克斯坦东部的四个州（塔什干、纳曼干、费尔干纳、安集延）
- 塔吉克斯坦的粟特州
- 吉尔吉斯斯坦的巴特肯州和奥什州
- 印度东北部和锡金邦
- 孟加拉的朗布尔和吉大港专区
- 缅甸的德林达依省和掸邦的孟帕亚县
- 老挝的丰沙里省、华潘省、博胶省、沙耶武里省南部和占巴塞省南部
- 柬埔寨的柴桢省
- 泰国南部地区
- 土耳其的哈塔伊省和厄德尔省东端（通往阿塞拜疆纳希切万）的阿拉斯走廊
- 亚美尼亚的休尼克州
- 格鲁吉亚的卡赫蒂大區东南部
- 约旦的马弗拉克省
- 中華民國臺灣省：
  - 臺東縣的長濱鄉、成功鎮
  - 宜蘭縣的頭城鎮（不包括龜山島與釣魚臺列嶼兩座離島）
  - 南投縣水里鄉的頂崁村、民和村
  - 嘉義縣番路鄉的江西村
  - 雲林縣古坑鄉的草嶺村、樟湖村
  - 彰化縣芬園鄉的茄荖村、嘉興村
  - 彰化縣的二水鄉

### 欧洲
- 乌克兰的南比萨拉比亚
- 波兰的博加蒂尼亚
- 希腊的西色雷斯
- 保加利亚的维丁州
- 波黑的内乌姆
- 克罗地亚南部
- 芬兰的埃农泰基厄
- 挪威的南瓦朗厄尔
- 荷兰的林堡省
- 爱尔兰的多尼戈尔郡和莫纳亨郡
- 瑞士的日內瓦州和沙夫豪森州
- 奥地利西部的两个州（福拉尔贝格和蒂罗尔）
- 意大利的的里雅斯特省

### 非洲
- 苏丹的青尼罗州
- 埃塞俄比亚的甘贝拉州
- 厄立特里亚的南红海区
- 坦桑尼亚的卡盖拉区
- 莫桑比克的太特省
- 马拉维的恩桑杰县
- 刚果民主共和国的中刚果省
- 南非和博茨瓦纳之间的卡格拉格帝跨境公园
- 纳米比亚的卡普里维地带
- 塞内加尔的卡萨芒斯
- 喀麦隆的极北区
- 布隆迪的锡比托凯省
- 利比里亚的宁巴县

### 北美
- 加拿大不列颠哥伦比亚西北角的塔森希尼-阿尔塞克省立公园（Tatshenshini-Alsek Provincial Park）
- 美国
  - 阿拉斯加狹地
  - 爱达荷狭地
  - 俄克拉荷马狭地
  - 佛羅里達狹地
  - 得克萨斯西北部
  - 马里兰西部
  - 弗吉尼亚西部和北部
- 危地马拉的佩滕省

### 南美
- 委内瑞拉的亚马逊州
- 哥伦比亚亚马孙省东南部的莱蒂西亚和纳里尼奥港、沃佩斯省东部的亚瓦拉特和瓜伊尼亚省东南部的圣菲利佩和拉瓜达卢普
- 秘鲁的通贝斯大区
- 阿根廷的米西奥内斯省